# Philipp Franz Balthasar von Siebold
Philipp Franz Balthasar von Siebold (ur. 17 lutego 1796 w Würzburgu, zm. 18 października 1866 w Monachium) – niemiecki lekarz, botanik, zoolog, etnolog i kolekcjoner. Badacz fauny i flory Japonii.
Philipp Franz Balthasar von Siebold urodził się w rodzinie lekarskiej. Jego dziadek, ojciec i dwaj wujowie byli profesorami medycyny na uniwersytecie w Würzburgu. Rodzina ta była nazywana „Academia Sieboldiana”. Założycielem dynastii był Carl Caspar von Siebold (1736-1807), nazywany „pierwszym wśród niemieckich chirurgów”. Ojciec Philippa zmarł, kiedy chłopiec miał 2 lata. P.F. Siebold studiował medycynę na tej samej uczelni w latach 1815–1820.

## Podróż na Daleki Wschód
W 1822 roku Siebold rozpoczął służbę w Królewskiej Holenderskiej Armii Indii Wschodnich (hol. Koninklijk Nederlandsch-Indisch Leger, KNIL) jako chirurg w stopniu majora i był stacjonowany w Batawii (obecnie Dżakarta). Jednakże, w związku z gwałtownymi zmianami sytuacji geopolitycznej na świecie władze holenderskie uznały, że powinien on zostać wysłany do Japonii, zamkniętej (jap. sakoku) dotychczas dla świata zewnętrznego. Jedynym oknem otwartym na handel była holenderska faktoria usytuowana na sztucznej wysepce Dejima w zatoce Nagasaki.
Życie Holendrów na Dejimie toczyło się według reguł ściśle określonych przez władze japońskie. Nie mogli jej opuszczać bez pozwolenia, a były one wydawane jedynie w wypadku oficjalnych wizyt do władz lokalnych lub na wielomiesięczną podróż do Edo na dwór sioguna. Te obowiązkowe wyprawy nazywały się Edo-sanpu i musiały początkowo odbywać się co roku, a w późniejszym okresie – co cztery, pięć lat. Na Dejimie obowiązywał zakaz wstępu dla kobiet. Wyjątki były czynione wyłącznie dla kobiet publicznych z dzielnicy Maruyama. Monotonia codziennego życia była przerywana przybyciem statków, co miało miejsce przeważnie w okresie od sierpnia do października.

## Pobyt w Japonii

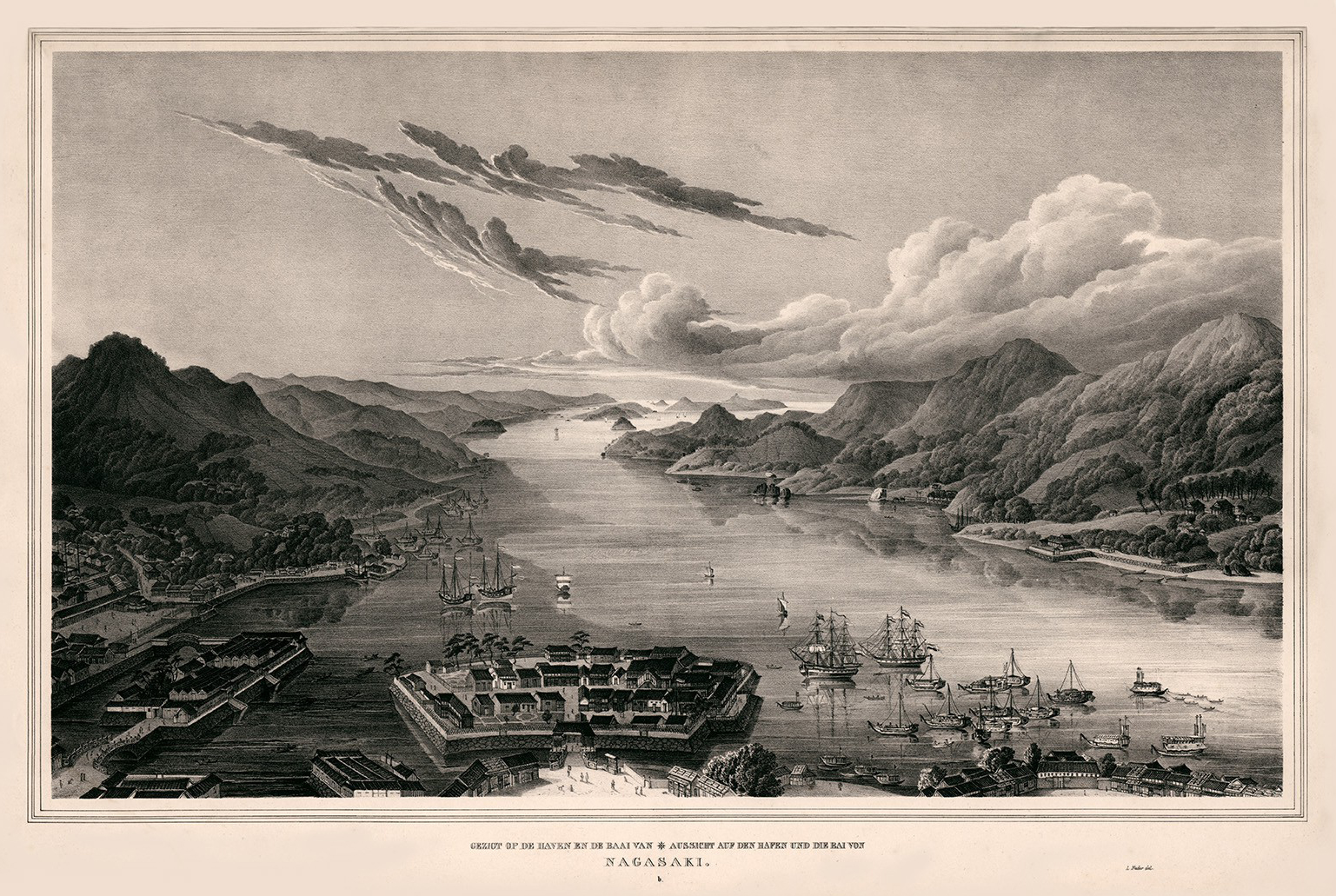
Dejima i zatoka Nagasaki

P.F. von Siebold przybył do Dejimy w sierpniu 1823 r. z zadaniem rozpoznania możliwości prowadzenia handlu z Japonią pod wojskowymi rządami rodu Tokugawa. Początkowo japońscy tłumacze na wyspie, którzy posługiwali się holenderskim lepiej niż Siebold, byli podejrzliwi wobec niego ze względu na jego akcent, a ponadto na jego pochodzenie z kraju, który nie miał żadnych kontaktów z Japonią.
Polityka zamknięcia kraju przed cudzoziemcami uniemożliwiała im opuszczanie tej faktorii, ale Siebold jako lekarz zdobył stopniowo zaufanie i szacunek Japończyków. Przekonano się do jego wiedzy i zdolności. Dzięki temu uzyskał możliwości poruszania się w okolicach Nagasaki, aż w końcu zezwolono mu na otwarcie praktyki na obrzeżach miasta, w Narutaki (dziś dzielnica miasta).
W czasie swoich wizyt na głównych wyspach Siebold poznał japońskich lekarzy i naukowców. Niektórzy z nich potrafili już mówić i pisać po holendersku. Władze kraju zezwalały na takie kontakty w celu poznania i zrozumienia holenderskich ksiąg i map, które otrzymywali jako dary. Dom Siebolda stał się salonem spotkań, wykładów i dyskusji, a język holenderski pomostem dla Japończyków do zachodniej wiedzy, którą nazywano rangaku (dosł.: nauka holenderska; znaczenie: studiowanie nauki Zachodu w okresie Edo przy pomocy języka holenderskiego).
Sieboldowi nie wolno było pobierać wynagrodzenia za swoje usługi lekarskie. Pacjenci obdarowywali go zatem rozmaitymi przedmiotami codziennego użytku, drzeworytami, czy narzędziami rzemieślniczymi, które stały się zalążkiem jego zbiorów etnograficznych. Interesował się również japońską florą i fauną. Wynajmował artystów do utrwalania wizerunków zwierząt i myśliwych do polowania na rzadkie zwierzęta.

## „Afera Siebolda”
W dniu 15 lutego 1826 r. Siebold, wraz z Johanem Willemem de Sturlerem, który był szefem (hol. opperhoofd) faktorii, udali się w obowiązkową podróż z Nagasaki do Edo (jap. Edo-sanpu) na spotkanie z siogunem w celu przekazania mu hołdu, darów oraz przedstawienia raportu z wydarzeń poza Japonią. Podróż trwała pięć miesięcy. W Edo przebywali od 10 kwietnia do 18 maja. Do Deshimy powrócili w dniu 7 lipca.
Korzystając z okazji lepszego poznania kraju, niemiecki uczony zbierał po drodze okazy flory i fauny, a towarzyszący mu Keiga Kawahara malował je, podobnie jak sceny rodzajowe, świątynie, miejsca widokowe. Siebold odbył też wiele rozmów zarówno w czasie podróży, jak i w stolicy.
Po powrocie, prawdopodobnie przez przypadek, władze japońskie dowiedziały się, że Siebold wszedł w posiadanie m.in. szczegółowych map Japonii (w tym Hokkaido i Sachalinu), co było ściśle zabronione. Niemiecki doktor został oskarżony o zdradę i szpiegostwo na rzecz Rosji (ze względu na coraz częstsze wizyty statków rosyjskich – także innych państw – i domaganie się otwarcia portów, władze japońskie miały poważne obawy co do zamierzeń sąsiada). Otrzymał areszt domowy, a następnie został wydalony z Japonii w 1829 r. z zakazem ponownego przyjazdu. Wiele lat później, po podpisaniu nowego traktatu handlowego pomiędzy Holandią a Japonią w 1858 r., zakaz ten został cofnięty. Kawahara – jak i wielu innych przyjaciół Siebolda – został skazany na kilka lat więzienia.

## Po powrocie do Europy
Badania, materiały i opracowania naukowe Siebolda zostały opublikowane m.in. w dziełach: Nippon, Fauna Japonica i Flora Japonica. Dzięki temu wiedza ta po raz pierwszy ukazała się Zachodowi. Zbiory zostały zakupione przez rząd Holandii i dziś znajdują się w Muzeum Etnologii (Rijksmuseum Volkenkunde) w Lejdzie.
W  następnych latach Siebold był zatrudniany przez wiele instytucji z różnych krajów jako doradca w sprawach japońskich. W 1859 r. ponownie udał się do Japonii. Przez pewien czas pracował dla holenderskiej firmy handlowej, a następnie był doradcą sioguna do spraw międzynarodowych. Jednakże jego przeszłość i kontrowersyjne działania w burzliwym dla Japonii okresie nie były tam mile widziane, co skłoniło go do powrotu do Europy.

## Życie prywatne
W czasie swojego pierwszego pobytu w Japonii poznał w 1824 r. szesnastoletnią Sonogi (także imiona Taki, Otaki) Kusumoto. Jedni badacze uważają, że była ona kurtyzaną, która spędziła sześć lat z Sieboldem na Dejimie, pomagając mu w domu i ogrodzie oraz ucząc japońskiego. Jednakże inni skłaniają się ku opinii, że udawała ona prostytutkę, aby mieć dostęp do wyspy i cudzoziemców. Kobietom japońskim nie wolno było wówczas wychodzić za mąż za cudzoziemców, ale kurtyzany mogły być wynajmowane przez nich na nieokreślony czas. Po wyjeździe Siebolda Otaki wyszła za Japończyka.
Po trzech latach wspólnego życia Otaki urodziła Sieboldowi córkę, której nadano imię Ine. Poszła ona śladem swojego ojca i została pierwszą w Japonii lekarką zachodniej medycyny. Po wielu latach udanej praktyki w Nagasaki została lekarką cesarzowej. Po wyjściu za mąż nazywała się Ine Nakamura. Kolorowa ilustracja przedstawia P.F von Siebolda wypatrującego statku Holenderskiej Kompanii Wschodnioindyjskiej. Obok niego stoi Sonogi, trzymając na rękach dwuletnią Ine. Jest to więc utrwalony moment ich rozstania na 30 lat.
Po powrocie do Europy poślubił w 1845 r. Helene von Gagern (1820–1877). Mieli pięcioro dzieci: trzech synów i dwie córki.
Został pochowany na Starym Cmentarzu Południowym w Monachium.

## Uznanie
W 1989 r. tuż obok miejsca, w którym stał dom Siebolda, otwarto w Nagasaki Muzeum Pamięci Siebolda (ang. Siebold Memorial Museum; jap. Shīboruto Kinenkan) w uznaniu jego zasług w rozwoju nowoczesnej Japonii. Budynek jest odwzorowaniem jego domu w Lejdzie i usytuowany obok miejsca, gdzie stworzył swoją klinikę i szkołę. W 1992 r. postawiono tam jego pomnik. Na terenie tokijskiego parku Akatsuki znajduje się jego popiersie oraz tablica z krótkim życiorysem.
W Europie jego kolekcje znajdują się w Rijksmuseum Volkenkunde oraz Japan Museum SieboldHuis w Lejdzie, Museum Fünf Kontinente w Monachium i Siebold-Museum w Würzburgu.
Nazwisko Siebolda zostało uwiecznione w wielu naukowych nazwach łacińskich, zbadanych przez niego roślin.
Uznanie w Europie zyskał także malarz Siebolda, Keiga Kawahara, nazwany „fotografem bez kamery”. Na przełomie lat 2014/2015 oba muzea w Lejdzie zaprezentowały jego twórczość, w tym obrazy relacjonujące ich podróż do Edo.